# Helmut Reuter
Helmut Reuter (* 9. August 1946 in Köln) ist ein deutscher Psychologe und emeritierter Professor der Psychologie an der Universität Bremen, mit Schwerpunkt in den Fächern Allgemeine Psychologie, Kunst-, Kultur- und Musikpsychologie, Sozialpsychologie und Rechtspsychologie. Außerdem ist er Gründer und Geschäftsführer des Instituts für Bildung und Kultur (IfBK) in Köln. Seit 2013 lehrt er an der RWTH Aachen im Studienmodul Psychologie und Religion (Lehrstuhl Systematische Theologie, bei Ulrich Lüke).

## Biografie
Nach dem humanistischen Abitur 1966 in Köln studierte Reuter an der Ruhr-Universität Bochum Psychologie, Kunstgeschichte und Philosophie. Diese Studien setzte er 1966/67 an der Universität Münster fort, wobei das Fach Psychiatrie dazu kam. Nach dem Diplom mit einer Arbeit über pharmakologische Wirkungen auf das Unbewusste in der Kunstwahrnehmung und der Promotion mit einer Arbeit über Emil Nolde, übernahm er Lehraufträge an der Universität Münster und der Universität  Bremen.
1982/83 erledigte er psychotherapeutische und psychiatrische Arbeit am Landeskrankenhaus Gütersloh bei Klaus Dörner. Die Habilitation erfolgte 1988 mit einer Arbeit über Klaus Mann. Er war Wissenschaftlicher Mitarbeiter in einem Projekt zur Arbeitssicherheit, weitere Lehre und Forschungen erfolgten als Privatdozent an der Universität Bremen. 1995 wurde er zum Außerplanmäßigen Professor ernannt. Ab 2004 war er Professor am Institut für Psychologie und Kognitionsforschung. Bis 2012 beschäftigte er sich mit psychologischer Forschung und Lehre im Studiengang Psychologie, insbesondere in den Fächern Allgemeine Psychologie, Kunst-, Kultur- und Musikpsychologie, Sozialpsychologie und Rechtspsychologie. Er beteiligte sich an der Einrichtung des Bachelorstudiengangs Psychologie. 2013 bekam er den Ruf für die Bischof-Klaus-Hemmerle-Professur an der RWTH Aachen. Reuter ist Geschäftsführer des Instituts für Bildung und Kultur (IfBK) in Köln.

## Werk
Im September 2014 erschien sein Buch Geschichte der Psychologie. Weitere Publikationen und Vorträge erfolgten im Gebiet der Alltags- und philosophischen Psychologie, sowie gemeinsame Projekte mit seiner Frau, der Pianistin Ana-Marija Markovina, in den Bereichen der Musikinterpretation und -psychologie. 
Sein Hauptinteresse gilt Fragen, die mit der Entwicklung der Psychologie als Erkenntnisinstrument für das Erleben, dem Verhalten und der kulturellen Identität von Individuen zu tun haben.

## Veröffentlichungen
- Geschichte der Psychologie (= Bachelorstudium Psychologie. Band 21). Hogrefe Verlag, Göttingen 2014, ISBN 978-3-8017-2223-4.